# Stafford Creek
Stafford Creek – miasto na Bahamach, na wyspie Andros.